# Visselhövede
Visselhövede (en allemand : /ˌfɪsl̩ˈhøːvədə/,, ? Écouter [Fiche]; Bas-allemand : Visselhöövd) est une ville du Nord de l'Allemagne dans le Land de Basse-Saxe.

## Géographie
Visselhövede se situe en bordure de la lande de Lunebourg et au bord de la rivière Vissel, au centre du triangle formé par les villes de Brême, Hambourg et Hanovre.

## Histoire
Visselhövede a été mentionnée pour la première fois dans un document officiel en 1258.